# Паспорт громадянина Тунісу
Паспорт громадянина Тунісу використовується виключно для міжнародних поїздок.

## Види
Існує три основних види Туніського паспорту:
1. Регулярний (темно-зелений) — видається громадянам Тунісу для міжнародних поїздок, строком на 5 років.
2. Спеціальний (офіційний, бордового кольору) — видається тунісцям, які подорожують у службових справах.
3. Дипломатичний (темно-синій) — видається туніським дипломатам і їх родичам.

Всі туніські паспорта відповідають стандартам ІКАО. Вони містять 32 сторінки.
Перший машиночитаємий паспорт був випущений 2003 року.